# Суґіта Амі
Суґіта Амі (яп. 杉田 亜未; нар. 14 березня 1992) — японська футболістка. Вона грала за збірну Японії.

## Клубна кар'єра
У 2014 році дебютувала в «Іґа Куноїті».

## Кар'єра в збірній
У червні 2014 року, її викликали до національної збірної Японії на чемпіонат Азії 2014. На цьому турнірі, 18 травня, вона дебютувала в збірній у поєдинку проти Йорданії. З 2014 по 2017 рік зіграла 6 матчів та відзначилася 2-а голами в національній збірній.

## Статистика виступів
| Збірна Японії | Збірна Японії | Збірна Японії |
| Рік           | Матчі         | Голи          |
| ------------- | ------------- | ------------- |
| 2014          | 1             | 0             |
| 2015          | 3             | 2             |
| 2016          | 1             | 0             |
| 2017          | 1             | 0             |
| Загалом       | 6             | 2             |